# Comuna Tetevciîți, Radehiv
Tetevciîți (în ucraineană Тетевчиці) este o comună în raionul Radehiv, regiunea Liov, Ucraina, formată din satele Sabanivka și Tetevciîți (reședința).

## Demografie
Componența lingvistică a comunei Tetevciîți
     Ucraineană (99,44%)
     Alte limbi (0,28%)
Conform recensământului din 2001, majoritatea populației comunei Tetevciîți era vorbitoare de ucraineană (99,44%), existând în minoritate și vorbitori de alte limbi.